# 堀川政司
堀川 政司（ほりかわ まさし、1958年9月9日 - 2021年3月7日）は、日本の実業家。ツルハホールディングス代表取締役社長。

## 人物・経歴
北海道出身。1977年北海道旭川工業高等学校卒業、ツルハ入社。店舗開発室長等を経て、1998年取締役に昇格。2004年常務取締役。2008年専務執行役員。2008年ツルハホールディングス専務執行役員。2014年から非創業家出身者としては初となるツルハホールディングス代表取締役社長を務め、杏林堂グループ・ホールディングスやビー・アンド・ディーホールディングスの買収などM&Aを進め、売上でウエルシアホールディングスを抜きドラッグストア業界トップとした。2020年6月1日健康上の理由で社長を退任。同日ツルハホールディングス顧問に就任。
2021年3月7日、大腸がんのため死去。62歳没。